# Odontopyge diversicolor
Odontopyge diversicolor är en mångfotingart som beskrevs av Filippo Silvestri 1895. Odontopyge diversicolor ingår i släktet Odontopyge och familjen Odontopygidae. Inga underarter finns listade i Catalogue of Life.